# Sineperver Sultan
Sineperver Sultan (1761 – 11. prosince 1828) byla ženou osmanského sultána Abdulhamida I. Zastávala také funkci Valide sultan za vlády svého syna Mustafy IV.

## Život
Sineperver Sultan v době, kdy zastávala funkci Valide, byla v podstatě vládcem Osmanské říše po dobu čtrnácti měsíců (květen 1807 – červenec 1808). Silně ovlivňovala synovo chování, ale Mustafa preferoval klidný život a zabýval se studiem. To nejspíš zapříčinilo jeho sesazení z trůnu. V tomto období zažívala velmi těžké časy a v dopisech prosila svého druhého syna Mahmuda, aby žil s ní v jednom domě.
Žila ještě 20 let po popravě svého syna Mustafy. Vlády svého syna Mahmuda se však nedožila. Zemřela 11. října 1828 v Istanbulu. Její hrob se nachází u fontány v Eyüpu v Istanbulu.

## Potomci
Společně se sultánem Abdulhamidem měla 4 děti:
- Ahmed (8. prosince 1776 – 18. prosince 1778);
- Esma Sultan (17. července 1778 – 4. června 1848), provdána v roce 1792, Damat Küçük Hüseyin Pasha,
- Mustafa IV (období vlády1807–08);
- Fatma Sultan (12. prosince 1782 – 11. ledna 1786);